# Exit Smiling
Exit Smiling è un film muto del 1926 diretto da Sam Taylor.

## Produzione
Il film fu prodotto dalla Metro-Goldwyn-Mayer (MGM) (controlled by Loew's Incorporated)

## Distribuzione
Distribuito dalla Metro-Goldwyn-Mayer (MGM) (controlled by Loew's Incorporated), il film uscì nelle sale cinematografiche USA il 14 novembre 1926.